# Берзиньш, Андрис (премьер-министр)
А́ндрис Бе́рзиньш (латыш. Andris Bērziņš, в советских документах Андрис Гунарович Берзиньш; род. 4 августа 1951, Рига) — латвийский политик («Латвийский путь»). С 2000 по 2002 год — премьер-министр Латвии.

## Биография
Родился в Риге, затем жил в Огре, где окончил школу. Высшее образование на факультете истории и философии Латвийского университета. После окончания школы он работал учителем истории, но вскоре обратился к административной работе. Уже во времена Латвийской ССР он работал в государственной администрации (Государственный комитет по профессиональному техническому образованию и Комитет по труду и социальным вопросам), с 1979 по 1989 год был членом Коммунистической партии.
После восстановления независимости Латвийской Республики занимал высокие должности в исполнительной власти: заместитель директора Департамента социального обеспечения Министерства экономики (1990—1992), заместитель министра и директор департамента труда Министерства благосостояния (1992—1993). В 1994—1995 годах — министр благосостояния, в 1993—1994 и 1995—1997 годах — государственный министр труда в подчинении министра благосостояния, в 1997—2000 годах — мэр Риги. С 2000 по 2002 год — премьер-министр Латвии.

## Награды
- Командор ордена Трёх звёзд (2018).
- Орден князя Ярослава Мудрого IV степени (25 июня 2008, Украина) — за весомый личный вклад в развитие украинско-латвийского сотрудничества[1].
- Командор ордена Заслуг (1998, Норвегия)[2].